# HMS Indefatigable (1909)
HMS Indefatigable byl bitevní křižník britského královského námořnictva. Byl postaven v letech 1909–1911 první ze tří postavených jednotek své třídy. V době vypuknutí první světové války byl Indefatigable součástí 2. eskadry bitevních křižníků operující ve Středomoří. V srpnu 1914 se podílel na neúspěšném pronásledování křižníků SMS Goeben a SMS Breslau německého císařského námořnictva, když uprchly směrem k Osmanské říši. 3. listopadu 1914 loď ostřelovala osmanské opevnění bránící Dardanely, poté se po zastávce na Maltě vrátila v únoru do Spojeného království, kde se znovu připojila k 2. BCS.

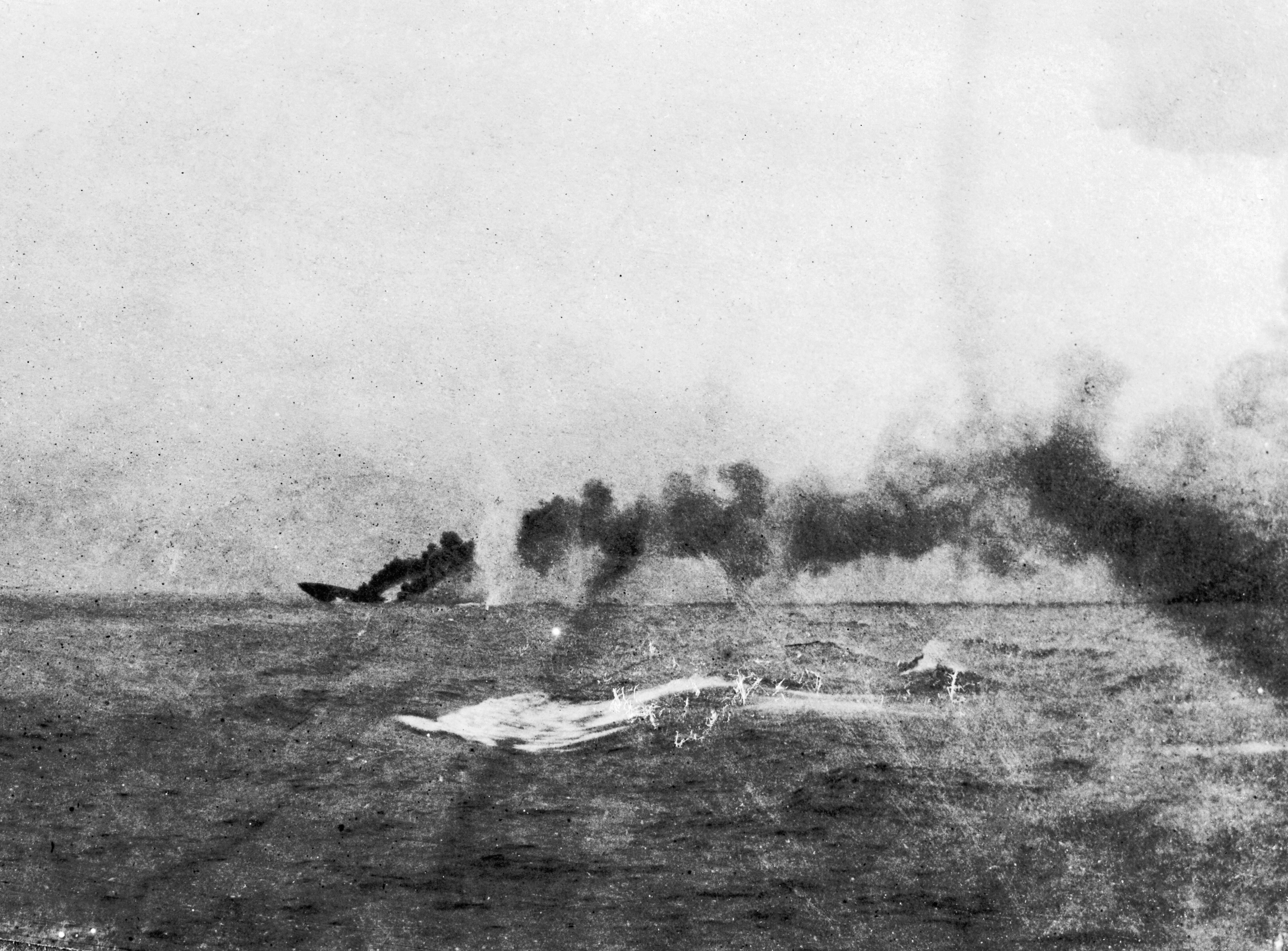
Zánik Indefatigable v bitvě u Jutska

Indefatigable byl potopen 31. května 1916 v bitvě u Jutska, největší námořní bitvy války. Byl součástí svazu bitevních křižníků viceadmirála sira Davida Beattyho a v prvních minutách operace „Běh na jih“ (úvodní fáze akce bitevních křižníků) dostal několik zásahů. Střely z německého bitevního křižníku SMS Von der Tann způsobily výbuch, který vytvořil díru v trupu a druhá exploze vrhla velké kusy lodi do výšky 60 metrů do vzduchu. Z celé posádky 1019 námořníků přežili pouze tři.